# Сарычев, Игорь Владимирович
Игорь Владимирович Сарычев (4 сентября 1976 г. Кораблино Рязанская область, РСФСР, СССР — 8 сентября 1999 н.п. Новочуртах Новолакского района Республики Дагестан, Российская Федерация) — командир разведывательного взвода 173-й отдельной разведывательной роты 106-й гвардейской Краснознамённой ордена Кутузова II степени воздушно-десантной дивизии, гвардии лейтенант, участник операции по отражению вторжения чеченских и международных террористов в Дагестан, Герой Российской Федерации (1999, посмертно).
Родился 4 сентября 1976 года в городе Кораблино Рязанской области.
В 1993 году окончил Кораблинскую среднюю школу №3, в том же году поступил в Рязанский колледж электроники.
В августе 1994 года поступил в Рязанское высшее воздушно-десантное командное училище.
После окончания училища с 1998 года командовал разведывательным взводом 119-го гвардейского парашютно-десантного полка 106-й гвардейской воздушно-десантной дивизии.
С ноября 1998 года - командир разведывательного взвода 173-й отдельной разведывательной роты в той же 106-й гвардейской воздушно-десантной дивизии.
В августе 1999 года прибыл в Республику Дагестан, принимал участие в боевых действиях по отражению вторжения чеченских боевиков в Дагестан.

## Подвиг
В ночь с 7 на 8 сентября 1999 года гвардии лейтенант Игорь Сарычев во главе разведгруппы скрытно проник в глубину обороны боевиков, произвел разведку их укреплений и мест сосредоточения в районе села Новочуртах Новолакского района Дагестана. Группа была обнаружена и атакована, боевикам удалось отрезать путь отхода разведчиков к своим позициям.
Оценив обстановку, он приказал атаковать укреплённый пункт боевиков на высоте 323.1. Боевики были ошеломлены внезапной атакой окружённых десантников и бежали с высоты. Разведгруппа, закрепившись в брошенных ими окопах, свыше трёх часов успешно отражала натиск противника.
Когда стали заканчиваться боеприпасы, гвардии лейтенант Сарычев организовал прорыв вражеской обороны. Действуя в составе троек, взаимно прикрывая друг друга огнём, бойцы вырвались с высоты и оторвались от преследования врага. При прорыве лейтенант Сарычев прикрывал огнём отход подчинённых, получил множественные ранения от близкого разрыва мины, но продолжил вести бой. Уже отойдя на значительное расстояние от места боя, офицер потерял сознание, его раны были смертельными.
Благодаря полученным разведданным, укреплённая высота 323.1 была взята главными силами 119-го полка ВДВ днём 8 сентября.
За мужество и героизм, проявленные при выполнении воинского долга в ходе контртеррористической операции в Северо-Кавказском регионе, Указом Президента Российской Федерации от 12 ноября 1999 года гвардии лейтенанту Сарычеву Игорю Владимировичу присвоено звание Героя Российской Федерации (посмертно).
Похоронен на городском кладбище в Кораблино Рязанской области.

## Память
Указом № 138 главы администрации Рязанской области Любимова Вячеслава Николаевича от 20 марта 2000 года школа № 3, в которой он учился, присвоено его имя.
В мае 2013 года на Аллее Героев в городе Кораблино установлен памятный стенд в честь Игоря Сарычева.